# Ott
Ott ist ein vor allem im Süden Deutschlands und in Österreich häufiger Familienname.

## Herkunft des Namens
Der Familienname Ott leitet sich von althochdeutsch ‚ōd‘ in der Bedeutung von Besitz her und ist eine im Oberdeutschen gebräuchliche Kurzform zum altdeutschen Personennamen Ottokar oder Otto, der im Mittelalter besonders als Kaisername große Bedeutung erfuhr.

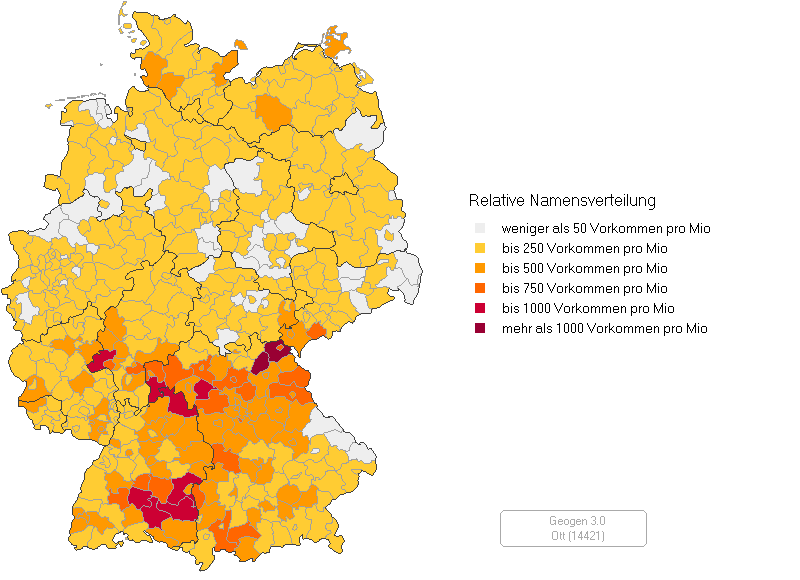
Häufigkeit des Nachnamens Ott in Deutschland

## Häufigkeit und Varianten in Deutschland
- Ott (38456)
- Otto (55104)
- Ottmann (708)
- Ottomann (32)

Auch zwei Brauereien tragen den Namen Ott:
- Brauerei Ott (Oberleinleiter)
- Schussenrieder Brauerei Ott

## Namensträger

### A
- Adolf Ott (Mediziner, 1835) (1835–1920), tschechischer Internist und Balneologe
- Adolf Ott (Schriftsteller) (1849–1918), deutscher Schriftsteller
- Adolf Ott (Priester) (1869–1926), deutscher Priester und Offizial
- Adolf Ott (Architekt) (1890–1960), deutscher Architekt
- Adolf Ott (Mediziner, 1898) (1898–1981), Schweizer Pneumologe
- Adolf Ott (SS-Mitglied) (1904–1973), deutscher SS-Obersturmbannführer
- Adolf Ott (Zahnmediziner) (1906–1960), Schweizer Zahnmediziner und Hochschullehrer
- Albert Ott (Unternehmer) (1847–1895), deutscher Unternehmer, siehe Ott Hydromet
- Albert Ott (Heimatforscher) (1907–1980), deutscher Heimatforscher
- Albrecht Ott (* vor 1964), deutscher Biophysiker und Hochschullehrer
- Alex Ott (* 1926), Schweizer Architekt
- Alexander Ott (1908–1978), deutscher Schriftsteller
- Alfred Ott (1934–2020), deutscher Fußballschiedsrichter
- Alfred Eugen Ott (1929–1994), deutscher Wirtschaftswissenschaftler
- Alice Sara Ott (* 1988), deutsch-japanische Pianistin
- Alois Ott (1894–1968), sudetendeutscher Kommunalpolitiker
- Andrea Ott (* 1949), deutsche Übersetzerin
- Andreas Ott (Reiter) (* 1966), Schweizer Springreiter
- Andreas Ott (Eishockeyspieler) (* 1969), deutscher Eishockeyspieler und -trainer
- Andreas C. Ott (1875–1934), Schweizer Romanist, Mediävist und Hochschullehrer
- Angelika Ott (* 1942), deutsch-österreichische Schauspielerin
- Anneli Ott (* 1976), estnische Politikerin, Mitglied des Riigikogu
- Anton Ott (1912–2001), deutscher Politiker (CSU)
- Arnold Ott (1840–1910), Schweizer Arzt und Dichter
- August Ott (1861–1930), deutscher Architekt

### B
- Barbara Ott (* 1983), deutsche Filmregisseurin und Drehbuchautorin
- Bernd Ott (* 1949), deutscher Technikpädagoge
- Bernhard Ott (Journalist) (* 1951), Schweizer Journalist, Historiker und Verlagsleiter
- Bernhard Ott (Theologe) (* 1952), schweizerischer Theologe
- Bernhard Ott (Dirigent) (* 1969), österreichischer Dirigent

### C
- Carl Ott (Ingenieur) (Carl Ott-Morf; 1839–1923), Schweizer Ingenieur
- Carl Schauenberg-Ott (1833–1916), Schweizer Kaufmann, Verleger und Lokalchronist von Zofingen
- Carlos Ott (* 1946), kanadisch-uruguayischer Architekt
- Christian Ott (Wirtschaftswissenschaftler) (* 1982), deutscher Wirtschaftswissenschaftler und Hochschullehrer
- Christian David Ott (* 1977), deutscher Astrophysiker
- Christine Ott (Musikerin) (* 1963), französische Musikerin und Komponistin
- Christine Ott (Literaturwissenschaftlerin) (* 1972), deutsch-italienische Literaturwissenschaftlerin und Hochschullehrerin
- Christoph Ott (Jesuit) (1612–1684), deutscher Jesuit und Autor
- Christoph Ott (Filmproduzent) (* 1959), deutscher Filmproduzent und Filmverleiher
- Claudia Ott (* 1968), deutsche Arabistin, Übersetzerin und Musikerin
- Claus Ott (* 1937), deutscher Jurist

### D
- Damian Ott (* 2000), Schweizer Schwinger
- Daniel Ott (Komponist) (* 1960), Schweizer Komponist
- Daniel Ott (Pokerspieler) (* 1990 oder 1991), US-amerikanischer Pokerspieler
- David E. Ott (1922–2004), US-amerikanischer Offizier, Generalleutnant der US-Army

### E
- Edgar Ott (1929–1994), deutscher Schauspieler und Synchronsprecher
- Eduard Ott (1848–1917), Schweizer Mathematiker
- Eduard Schmidt-Ott (1898–1971), deutscher Unternehmer
- Edward Ott (* 1941), US-amerikanischer Physiker
- Edward Emil Ott (1936–2022), Schweizer Rechtswissenschaftler
- Egisto Ott (* 1962), ehemaliger österreichischer Verfassungsschützer
- Elfriede Ott (1925–2019), österreichische Schauspielerin, Sängerin und Regisseurin
- Emil von Ott (Rechtswissenschaftler) (1845–1924), böhmisch-österreichischer Rechtswissenschaftler und Hochschullehrer
- Emil Ott (Chemiker, 1877) (1877–1962), Schweizer Ingenieur, Chemiker und Hochschullehrer
- Emil Ott (Politiker) (1882–1945), deutscher Landwirt und Politiker (BVP)
- Emil Ott (Chemiker, 1902) (1902–1963), US-amerikanischer Chemiker Schweizer Herkunft (Cellulose Man)
- Emma Ott (1907–2011), Schweizer Krankenschwester
- Erhard Ott (* 1953), deutscher Gewerkschafter
- Erich Ott (Medailleur) (* 1944), deutscher Bildhauer und Medailleur
- Erich Ott (Soziologe) (* 1945), deutscher Soziologe, Politikwissenschaftler und Hochschullehrer
- Ernst Ott (Verleger) (1893–1962), Gründer des Ott-Verlags im schweizerischen Thun
- Ernst Ott (Pfarrer) (1903–1984), Schweizer reformierter Pfarrer
- Ernst Ott (Unternehmer) (1912–1987), deutscher Unternehmer
- Ernst Ott (Psychologe) (1926–1990), deutscher Pädagoge, Lernpsychologe und Autor
- Ernst Hermann Ott (* 1935), deutscher Erziehungswissenschaftler
- Erwin Ott (Chemiker) (1886–1977), deutscher Chemiker und Hochschullehrer
- Erwin Ott (1892–1947), mährischer Lehrer und Schriftsteller
- Eugen Ott (Generalmajor) (1889–1977), deutscher Generalmajor und Diplomat
- Eugen Ott (General der Infanterie) (1890–1966), deutscher General der Infanterie

### F
- Franz Ott (1910–1998), deutscher Politiker
- Franz Hermann Ott III. (* 1958), deutsch-irischer Architekt
- Franz Karl Wendelin Ott II. (1929–1999), deutscher Architekt
- Fred Ott (1860–1936), US-amerikanischer Mitarbeiter von Thomas Edison und Schauspieler
- Fridolin Ott (1775–1849), Schweizer Miniatur-Bildnismaler
- Friederike Ott (* 1983), deutsche Theater- und Filmschauspielerin
- Friedrich Ott (Apotheker) (1857–1928), deutscher Apotheker
- Friedrich Schmidt-Ott (1860–1956), deutscher Wissenschaftsorganisator
- Friedrich Salomon Ott (1813–1871), Schweizer Jurist und Rechtshistoriker
- Fritz Ott (Ingenieur) (1888–1951), Schweizer Ingenieur
- Fritz Ott (Mediziner) (1931–2015), Schweizer Dermatologe und Hochschullehrer

### G
- Gabriel Ott (1927–2014), deutscher Politikwissenschaftler und Hochschullehrer
- Gautier Ott (* 2002), französischer Fußballspieler
- Georg Ott (1811–1885), katholischer Theologe und Schriftsteller
- George Ott (* 2001), neuseeländischer Fußballspieler
- Gerhard Ott (1929–2001), deutscher Chirurg
- Gerhard Schmid-Ott (* 1956), deutscher Psychosomatiker und Hochschullehrer
- Gottlieb Ott (1832–1882), Schweizer Bauunternehmer
- Günter Ott (Schauspieler), deutscher Schauspieler
- Günter Ott (Unternehmer) (* 1938), deutscher Unternehmer und Firmengründer
- Günther Ott (Kunsthistoriker) (1915–2013), siebenbürgisch-deutscher Kunsthistoriker und Publizist
- Günther Ott (Historiker) (* 1945), deutscher Luftfahrthistoriker
- Gustav Ott (Politiker) (1837–1923), deutscher Bezirksamtmann und Mitglied des Bayerischen Landtags
- Gustav Ott (Künstler) (* 1939), deutscher Bildhauer und Maler
- Gustav Heinrich Ott-Däniker (1829–1912), Schweizer Maler

### H
- Hanns Ott (Pädagoge) (1931–2008), deutscher Pädagoge und Hochschullehrer
- Hanns Herbert Ott (auch Hans H. Ott; 1920–2000), Schweizer Maschinenbauingenieur und Hochschullehrer
- Hans Ott (Verleger) (auch Johann Ott; † 1546), deutscher Musikverleger
- Hans Ott (Unternehmer) (1873–1952), Schweizer Unternehmer
- Hans Ott (Sportjournalist) (1886–1976), Schweizer Turnlehrer und Sportjournalist
- Hans Ott (Skisportler) (1897–nach 1930), deutscher Skisportler
- Hans Ott (Maler) (1902–1981), deutscher Maler und Grafiker
- Hans Ott (Verbandsfunktionär) (1923–2011), Schweizer Jurist und Verbandsfunktionär
- Hans Ott (Eishockeyspieler) (* 1930), Schweizer Eishockeyspieler
- Hans Meier-Ott (1920–2008), Schweizer Unternehmer und Politiker (CVP)
- Hans Caspar Ott (Politiker) (1715–1790), Schweizer Kaufmann und Politiker
- Hans Caspar Ott (Kaufmann, 1768) (1768–1854), Schweizer Kaufmann
- Hans-Dietrich Schmidt-Ott (1905–2004), deutscher Physiker und Ingenieur
- Hans Heinrich Ott (1661–1722), Schweizer Politiker, Bürgermeister von Schaffhausen
- Hans Helge Ott (* 1951), deutscher Hörspielregisseur, -autor und -sprecher
- Hans-Hermann Ott (* 1940/1941), deutscher Politiker (CDU), Bürgermeister von Stade
- Hans Jakob Ott (1715–1769), Schweizer Kaufmann, Politiker und Komponist
- Hans Rudolf Ott (Künstler) (1876–1958), Schweizer Maler, Grafiker und Fotograf
- Hans Rudolf Ott (Physiker) (* 1940), Schweizer Physiker
- Harry Ott (1933–2005), deutscher Politiker und Diplomat
- Heinrich Ott (Politiker) (1893–1975), österreichischer Politiker (ÖVP)
- Heinrich Ott (Physiker) (1894–1962), deutscher Physiker und Hochschullehrer
- Heinrich Ott (Theologe) (1929–2013), Schweizer Theologe und Politiker (SP)
- Heinrich Ott (Bobfahrer), Schweizer Bobfahrer
- Herbert Ott (1928–1972), deutscher Politiker (LDPD)
- Hermann Ott (Politiker) (1870–1934), deutscher Politiker (Zentrum)
- Hermann Ott (Unternehmer, 1877) (1877–1955), Schweizer Fabrikant
- Hermann Ott (Mediziner) (1880–nach 1941), deutscher Generalstabsarzt
- Hermann Ott (Unternehmer, 1881) (1881–1964), deutscher Unternehmer, siehe Ott-Jakob Spanntechnik
- Hermann Ott (Regierungsrat) (1895–1977), deutscher Amtshauptmann, Regierungsrat und Oberkreisdirektor
- Hermann E. Ott (* 1961), deutscher Klimaforscher und Politiker (Bündnis 90/Die Grünen)
- Holger Ott (* 1969), deutscher Physiker und Hochschullehrer
- Horace Ott (* 1933), US-amerikanischer Musiker, Arrangeur, Komponist und Produzent
- Howard F. Ott (1914–2005), US-amerikanischer Erfinder
- Hugo Ott (1931–2022), deutscher Wirtschaftshistoriker

### I
- Immanuel Ott (* 1983), deutscher Musiktheoretiker, Hochschullehrer und Komponist
- Inge Ott (eigentlich Inge Hedwig Linke; 1922–2023), deutsche Autorin
- Irene Schmale-Ott (1916–2010), deutsche Kunsthistorikerin
- Isaac Ott (1847–1916), US-amerikanischer Physiologe

### J
- Jakob von Ott (1772–1839), Schweizer Politiker, Bundeslandammann und Tagsatzungsgesandter
- Jakob Ott (Maler) (1865–1936), Schweizer Maler und Flachmaler
- Jakob Ott (Architekt) (1898–1984), Schweizer Architekt
- Jakob Ott (1903–1966), deutscher Politiker (SPD) und Widerstandskämpfer
- Joachim Ott (* 1965), deutscher Bibliothekar und Historiker
- Jochen Ott (* 1974), deutscher Politiker
- Johann Ott (Mediziner) († 1520), deutscher Mediziner
- Johann Ott (Politiker, 1879) (1879–1968), deutscher Politiker
- Johann Caspar Ott (Amtmann) (1780–1856), Schweizer Amtmann und Autor
- Johann Caspar Ott (Patrizier) (1802–1880), Schweizer Patrizier
- Johann Christian Ott (1818–1878), Schweizer Dichter und Manager
- Johann Franz Ott (1907–1990), deutscher Lehrer und Heimatforscher
- Johann Friedrich Ott, deutscher Buchdrucker
- Johann Georg Ott (1781–1808), Schweizer Maler
- Johann Heinrich Ott (Theologe, 1617) (auch Hans Heinrich Ott; 1617–1682), Schweizer Theologe und Hochschullehrer
- Johann Heinrich Ott (Politiker) (1719–1796), Schweizer Politiker
- Johann Heinrich Ott (Theologe, 1744) (1744–1801), deutscher Theologe und Geistlicher
- Johann Jakob Ott (auch Hans Jakob Ott; 1715–1769), Schweizer Komponist, Kaufmann und Politiker
- Johann Karl Ott (1846–1917), deutscher Ingenieur und Architekt
- Johann Nepomuk Ott (1804–1870), deutscher Maler
- Johann Rudolf Ott (1642–1716), Schweizer Philosoph und reformierter Theologe
- Johannes Ott (Pfarrer) (1657–1724), Schweizer Pfarrer und Lehrer
- Johannes Ott (Geistlicher) (1885–1943), deutscher römisch-katholischer Geistlicher und Märtyrer
- Johannes Ott (Filmarchitekt) (1919–1995), deutscher Filmarchitekt
- Johannes Ott (Moderator), deutscher Radiomoderator
- Jörg Ott (* 1942), österreichischer Meeresbiologe
- Jörg Ott (Informatiker) (* 1969), deutscher Informatiker und Hochschullehrer
- Josef Ott (Verleger), deutscher Buchhändler und Verleger
- Josef Ott (Politiker) (1883–1978), deutscher Politiker (CDU)
- Josef Friedrich von Ott (1817–1899), österreichischer Verwaltungsjurist
- Josef Mathias Ott (1735–1791), deutscher Maler und Kunstpädagoge
- Joseph Ott (Komponist, 1758) (1758–um 1800), deutscher Komponist, Chorleiter und Musiker
- Joseph Ott (Industrieller) (1852–1902), deutscher Industrieller und Hüttendirektor im Saarland
- Joseph Ott (Komponist, 1929) (1929–1990), US-amerikanischer Komponist
- Joseph Marzellin Ott (1748–1805), deutscher Komponist, siehe Laurentius Justinianus Ott
- Julius Ott (1861–1934), Schweizer Bauunternehmer
- Justus Ott (1885–1958), deutscher Schauspieler

### K
- Kai Schmidt-Ott (* 1972), deutscher Molekularmediziner und Hochschullehrer
- Karin Ott (* 1945), Schweizer Sängerin (Sopran)
- Karl von Ott (Statiker) (1835–1904), mährisch-österreichischer Statiker, Baumechaniker und Hochschullehrer
- Karl Ott (Kreisdirektor) (um 1843–1923), deutscher Verwaltungsbeamter
- Karl Ott (Ingenieur, 1870) (Karl Ott-Hug; 1870–1926), Schweizer Ingenieur und Unternehmer
- Karl Ott (Pädagoge) (1873–1952), deutscher Pädagoge und Politiker
- Karl Ott (Medailleur) (um 1875–1916), deutscher Medailleur
- Karl Ott (Landrat) (1879–nach 1932), deutscher Landrat
- Karl Ott (Politiker) (1891–1977), deutscher Jurist und Politiker (GB/BHE)
- Karl Ott (Ingenieur, 1925) (1925–2015), deutscher Ingenieur und Nuklearphysiker
- Karl Ott (Fußballspieler) (* 1975), österreichischer Fußballspieler
- Karl Ott von Bátorkéz (1738–1809), österreichischer Feldmarschallleutnant
- Karl August Ott (1921–1991), deutscher Romanist
- Karl-Heinz Ott (* 1957), deutscher Schriftsteller
- Kerstin Ott (* 1982), deutsche Sängerin, Songwriterin und DJ
- Kim Ott (* 2006), deutsche Handballspielerin
- Klaus Ott (* 1959), deutscher Journalist
- Klaus Müller-Ott (* 1953), deutscher Arzt und Sportfunktionär
- Klaus-Dieter Ott (* 1952), deutscher Boxer
- Konrad Ott (* 1959), deutscher Philosoph
- Kunibert Ott (1912–1952), deutscher römisch-katholischer Geistlicher, Benediktinermönch, Missionar und Märtyrer
- Kurt Ott (1912–2001), Schweizer Radrennfahrer

### L
- Laurentius Justinianus Ott (auch Joseph Marzellin Ott; 1748–1805), deutscher Komponist
- Leonhard Ott (* 1935), Schweizer Architekt
- Liesel Ott (1900–1983), deutsche Mundartdichterin (Pfalz)
- Liis Ott (* 1990), estnische Fußballspielerin
- Ludwig Ott (Unternehmer) (1883–1946), deutscher Ingenieur, Hydrauliker und Unternehmer
- Ludwig Ott (Politiker) (1900–1979), deutscher Förster und nationalsozialistischer Politiker
- Ludwig Ott (1906–1985), deutscher Theologe und Mediävist
- Ludwig Ott (Wasserballspieler) (1937–2015), deutscher Wasserballspieler
- Lukas Ott (* 1966), Schweizer Politiker

### M
- Manfred M. Ott (1933–2016), deutscher Maler, Bildhauer Zeichner und Designer
- Manuel Ott (* 1992), deutsch-philippinischer Fußballspieler
- Martha Ott (1923–2007), deutsche Unternehmerin
- Martin Ott (1883–1957), deutscher Architekt, siehe Gebrüder Ott
- Martin Ott (Landwirt) (* 1955), Schweizer Landwirt, Lehrer und Politiker
- Martin Ott (Handballspieler) (Tinli; * 1957), Schweizer Handballtorwart
- Martin Ott (Theologe) (* 1957), deutscher Theologe und Ethnologe
- Martin Ott (Historiker) (* 1967/1968), deutscher Historiker und Hochschullehrer
- Martin Ott (Manager), deutscher Manager
- Marvin Ott, Bühnen- und Kostümbildner
- Max Ott (1855–1941), österreichischer Politiker
- Meinrad Ott (1830–1878), deutscher katholischer Geistlicher, Pädagoge und Klassischer Philologe
- Mel Ott (1909–1958), US-amerikanischer Baseballspieler
- Michael Ott (Benediktiner) (1870–1948), deutsch-amerikanischer Benediktinerabt
- Michael Ott (Literaturwissenschaftler) (* 1964), deutscher Literaturwissenschaftler
- Michael Ott (Fußballspieler) (* 1973), österreichischer Fußballspieler
- Michael Ott (Leichtathlet) (* 1982), Schweizer Marathonläufer
- Michael Ott von Echterdingen (um 1479–1532), General und Feldzeugmeister
- Michaela Ott (* 1955), deutsche Philosophin, Film- und Kulturwissenschaftlerin
- Mike Ott (* 1995), philippinischer Fußballspieler
- Mirjam Ott (* 1972), Schweizer Curlerin
- Mona Asuka Ott (* 1991), deutsche Pianistin

### N
- Nathan Ott (* 1989), deutscher Jazzmusiker
- Nepomuk Ott (1838–1888), deutscher Pädagoge, MdL Württemberg
- Nicolaus Ott (* 1947), deutscher Grafikdesigner
- Niko Ott (* 1945), deutscher Ruderer
- Norbert H. Ott (* 1942), deutscher Germanist, Mediävist und Hochschullehrer
- Notburga Ott (* 1954), deutsche Sozialwissenschaftlerin und Hochschullehrerin

### O
- Olaf Ott (* 1963), deutscher Posaunist und Hochschullehrer

### P
- Patricia Ott (* 1960), deutsche Hockeyspielerin
- Patrick Ott (* 1967), deutscher Politiker (CSU, FDP)
- Paul Ott (Orgelbauer) (1903–1991), deutscher Orgelbauer
- Paul Ott (Schriftsteller) (* 1955), Schweizer Schriftsteller
- Paul Ott (Fotograf) (* 1965), österreichischer Architekturfotograf
- Peter Ott, Pseudonym von Kurt Vethake (1919–1990), deutscher Autor
- Peter Ott (Unternehmer) (* 1939), Schweizer Bauunternehmer
- Peter Ott (Sprachwissenschaftler) (1942–2023), Schweizer Lexikograph
- Peter Ott (Bildhauer) (* 1944), Schweizer Bildhauer und Bauingenieur
- Peter Ott (Regisseur) (* 1966), deutscher Filmemacher
- Peter Karl Freiherr Ott von Bátorkéz (1738–1809), österreichischer Feldmarschallleutnant; siehe Karl Ott von Bátorkéz
- Peterpaul Ott (1895–1992), US-amerikanischer Bildhauer böhmisch-österreichischer Herkunft
- Philip Ott (1861–1947), deutscher Chemiker
- Philipp Ott (Maler) (1814–1874), deutscher Maler
- Philipp Ott (* 1985), deutscher Opernsänger (Tenor)
- Pietro Ott (* 1931), Schweizer Maler und Bildhauer

### R
- Rainer Ott (* 1933), Schweizer Architekt
- Rainer K. G. Ott (1945–1995), deutscher Journalist, Autor und Regisseur
- Ramin Ott (* 1986), Fußballspieler für Amerikanisch-Samoa
- Raphael Ott (* 2005), deutscher Fußballspieler
- Reinhard Ott (* 1947), deutscher Marathonläufer
- Reto Ott (* 1964), Schweizer Regisseur, Dramaturg und Redakteur beim Schweizer Radio und Fernsehen (SRF)
- Richard Ott (Pädagoge) (1908–1974), deutscher Reformpädagoge und Künstler
- Richard Ott (Priester) (1928–2008), deutscher Ordenspriester und Philologe
- Robert Ott (* 1965), kanadischer Mode-/Designwissenschaftler und Hochschullehrer
- Rolf Ott (* 1947), Schweizer Heilpraktiker und Akademiegründer
- Rudi Ott (1942–2024), deutscher katholischer Theologe, Religionspädagoge und Hochschullehrer
- Rudolf Ott (Unternehmer, 1800) (1800–1883), Schweizer Ingenieur und Unternehmensgründer
- Rudolf Ott (1900–1970), Schweizer Metzger und Politiker
- Rudolf Ott (Unternehmer, 1915) (1915–2012), deutscher Unternehmer

### S
- Sabrina Ott (* 1997), Schweizer Unihockeyspielerin
- Sascha Ott (Politiker) (* 1965), deutscher Politiker (CDU)
- Sascha Ott (Journalist) (* 1971), deutscher Journalist und Moderator
- Selina Ott (* 1998), österreichische Trompeterin
- Severin Ott (* 2002), Schweizer Unihockeyspieler
- Siegfried Ott (1943–2021), deutscher Unternehmer, Holzschnitzer und Mäzen
- Simone Rosa Ott (* 1970), deutsche Schauspielerin
- Stanley Joseph Ott (1927–1992), US-amerikanischer Geistlicher, Bischof von Baton Rouge
- Stefan Ott (1900–1978), deutscher Lehrer und Heimatforscher
- Steve Ott (* 1982), kanadischer Eishockeyspieler

### T
- Theodor Ott (Landschaftsarchitekt) (1879–1968), deutscher Landschaftsarchitekt
- Theodor Ott von Ottenkampf (1831–1903), österreichischer Feldmarschalleutnant
- Théodore Ott (1909–1991), Schweizer Hirnforscher
- Thomas Ott (Musikpädagoge) (* 1945), deutscher Musikpädagoge und Hochschullehrer
- Thomas Ott (Comiczeichner) (* 1966), Schweizer Comiczeichner
- Thomas Ott (Geograph) (* 1966), deutscher Geograph
- Thomas Schmidt-Ott (* 1965), deutscher Musiker und Musikwissenschaftler
- Thorsten Ott (* 1973), deutscher Fußballspieler
- Tyler Ott (* 1992), US-amerikanischer Footballspieler

### U
- Udo Ott (* 1943), deutscher Mathematiker und Hochschullehrer
- Ulrich Ott (Bibliothekar) (* 1939), deutscher Bibliothekar und Archivar
- Ulrich Ott (Journalist) (* 1960), deutscher Journalist und Manager
- Ulrich Ott (General) (* 1963), deutscher General
- Ulrich Ott (Psychologe) (* 1965), deutscher Psychologe und Meditationsforscher
- Ursula Ott (* 1963), deutsche Journalistin, Sachbuchautorin und Chefredakteurin

### V
- Victor Rudolf Ott (1914–1986), deutsch-schweizerischer Rheumatologe

### W
- Walter Ott (Politiker) (1904–1960), deutscher Politiker
- Walter Ott (Unternehmer) (1907–1998), Schweizer Bauunternehmer und Firmengründer
- Walter Ott (1928–2014), deutscher Heimatforscher
- Walter Ott (Jurist) (1942–2022), Schweizer Rechtswissenschaftler
- Walter Borchardt-Ott (1933–2012), deutscher Mineraloge und Kristallograph
- Walther Ott (1911–2010), US-amerikanischer Tierernährungsphysiologe und Geflügelexperte
- Werner Ott (* 1940), deutscher Umweltbeamter
- Wilhelm Ott (Landrat) (1876–1947), deutscher Landrat
- Wilhelm Ott (1886–1969), deutscher Politiker, Oberbürgermeister von Augsburg
- Wilhelm Ott (Theologe) (* 1938), deutscher Theologe
- Wilhelm Ott (Heimatforscher) (* 1947), deutscher Heimatforscher
- Willi Ott (Wilhelm Josef Ott; 1926–2014), deutscher Unternehmer
- Wolfgang von Ott (1786–1863), deutscher Generalleutnant
- Wolfgang Ott (Forstwirt) (1903–1981), deutscher Forstwirt
- Wolfgang Ott (Schriftsteller) (1923–2013), deutscher Autor
- Wolfgang Ott (Schachspieler) (* 1943), deutscher Schachspieler
- Wolfgang Ott (Museumsleiter) (* 1950), deutscher Kunsthistoriker und Museumsleiter
- Wolfgang Ott (Dirigent) (* 1954), deutscher Dirigent
- Wolfgang Ott (Serienmörder) (* 1957), österreichischer Serienmörder
- Wolfgang Ott (Fußballspieler) (* 1974), österreichischer Fußballspieler

### Y
- Yvonne Ott (* 1963), deutsche Juristin und Richterin